# Triplostegia grandiflora
Triplostegia grandiflora là một loài thực vật có hoa trong họ Kim ngân. Loài này được Gagnep. miêu tả khoa học đầu tiên năm 1900.